# Émile Burnat
Émile Burnat (Vevey, 21 ottobre 1828 – Nantes, 31 agosto 1920) è stato un botanico svizzero.

## Biografia
Studiò botanica, successivamente lavorò al Conservatoire et Jardin botaniques di Ginevra. È ricordato per le indagini sulla flora trovata nelle Alpi Marittime e Liguri. Il suo erbario è ora parte del Conservatorio botanico di Ginevra.
Il suo nome è stato associato al genere botanico Burnatia e la cultivar Saxifraga sassifraga × burnatii.

## Opere principali
- Flore des Alpes maritimes ou Catalogue raisonné des plantes qui croissent spontanément dans la chaîne des Alpes maritimes, etc.; (7 volumi 1892-1931, con John Isaac Briquet e François Cavillier).
- Catalogue raisonné des Hieracium des Alpes Maritimes; (1883, con August Gremli).